# Dżudajdat Kuhajt
Dżudajdat Kuhajt – wieś w Syrii, w muhafazie Ar-Rakka. W 2004 roku liczyła 4638 mieszkańców.